# Iris Berben

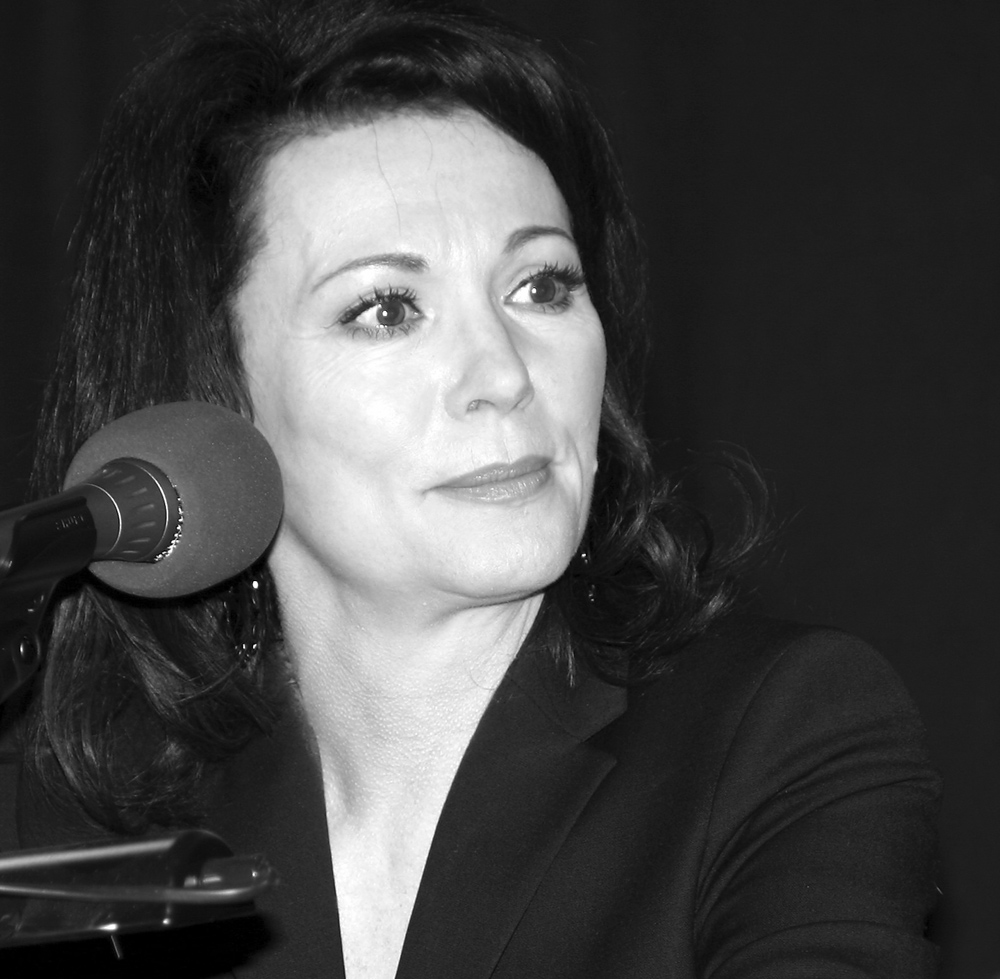
Iris Berben

Iris Berben (n. 12 august 1950, Detmold, Republica Federală Germania, Germania) este o actriță germană.

## Biografie
Iris Berben provine dintr-o familie de gastronomi, ea a copilărit în Hamburg, după declarațiile proprii n-a terminat liceul, fiind exmatriculată din trei internate. În anii '60 trăiește împreună cu cântărețul Abi Ofarim din Israel, în 1971 are un fiu. Apare prima oară prin anii 1967, pe micul ecran, neoficial ca florăreasă, pe postul NDR al Germaniei de Nord. Debutul ca actriță o are în filmul „Detektive”. Ea va juca roluri în diferite filme alături de actori ca Franco Nero și Jack Palance. Popularitatea ei va crește după rolurile din filmele „Zwei himmlische Töchter”, „Buddenbrooks” (2008) sau cel de comisar în serialul TV „Rosa Roth” transmis de postul ZDF.

## Filmografie

### Cinema
- 1968 Detektive
- 1969 Der Mann mit dem Glasauge
- 1969 Brandstifter

- 1970 Stehaufmädchen
- 1970 Companeros (Vamos a matar, compañeros)
- 1970 Supergirl
- 1976 Duett zu dritt
- 1978 Zwei himmlische Töchter
- 1979 St. Pauli-Landungsbrücken: Der Italiener

- 1980 Ach du lieber Harry
- 1982 Schwarzfahrer
- 1983–1989 Büro, Büro
- 1984 Rallye Paris Dakar: Das letzte Abenteuer dieser Welt
- 1984 Angelo und Luzy
- 1985 Beinahe Trinidad
- 1985–1986 Sketchup (serial TV)
- 1986 Die Wilsheimer
- 1986–1990 Moștenirea familiei Guldenburg
- 1988 Tagebuch für einen Mörder
- 1988 Drei D
- 1989 Karambolage

- 1991 Der Froschkönig
- 1994 Rennschwein Rudi Rüssel
- 1995 Tatort – Mordauftrag
- 1996 Kondom des Grauens
- 1997 Vergewaltigt – Eine Frau schlägt zurück
- 1998 Bin ich schön?
- 1998 Frau Rettich, die Czerny und ich
- 1998 Andrea & Marie
- 1999 Todsünden – Die zwei Gesichter einer Frau

- 2000 Ein mörderischer Plan
- 2000 Das Teufelsweib
- 2001 Dienstreise
- 2001 Wer liebt, hat Recht
- 2001 666 – Traue keinem, mit dem du schläfst!
- 2002 Fahr zur Hölle, Schwester
- 2002 Die schöne Braut in Schwarz
- 2004 Und jetzt Israel? (documentar)
- 2004 Schöne Witwen küssen besser
- 2005 Die Patriarchin
- 2005 Das Kommando
- 2005 Silberhochzeit
- 2006 Die Mauer – Berlin ’61
- 2007 Afrika, mon Amour 3-Teiler
- 2007 Rosa Roth – Der Tag wird kommen – Dreiteiler
- 2007 Frühstück mit einer Unbekannten
- 2007 Ich habe euch nicht vergessen
- 2008 Duell in der Nacht
- 2008 Der russische Geliebte
- 2008 Gott schützt die Liebenden
- 2008 Buddenbrooks
- 2008 Krupp – Eine deutsche Familie'#
- 2009 Es kommt der Tag

- 2010 Kennedys Hirn
- 2012 Anleitung zum Unglücklichsein
- 2014 Miss Sixty
- 2015 Traumfrauen
- 2015 Alki Alki
- 2016 Eddie the Eagle – Alles ist möglich
- 2016 Shakespeares letzte Runde
- 2016 Conni & Co
- 2017 Conni & Co 2 – Das Geheimnis des T-Rex
- 2017 Jugend ohne Gott
- 2017 High Society
- 2017 Wo sie ist
- 2018 Der Vorname

- 2022 Triunghiul tristeții (Triangle of Sadness), regia Ruben Östlund
- 2022 Der Nachname
- 2023 Paradise
- 2023 791 km
- 2024 Der Spitzname

### Televiziune
- 1978 Zwei himmlische Töchter (serial TV, șase episoade)
- 1994 Rosa Roth (serial TV)

### Articole
- Man kann im kleinen Kreis etwas verändern Der Bote für Nürnberg-Land, 5. Oktober 2009, Interviu cu Iris Berben
- Die Unermüdliche von Kalle Schäfer, Rheinischer Merkur Nr. 40, 1. oktombrie 2009
- Berben & Schüttler: Frauengespräch, Die Zeit Nr. 40 din 24. Septembrie 2009
- „Über mein Privatleben gab es nie viel zu sagen“, FAZ, 3. Oktober 2006, Interviu cu Iris Berben
- Telepolis despre Berben, 18. Januar 2004 de Adrian Kupfer